# Saint-Pardoux-du-Breuil
Saint-Pardoux-du-Breuil is een gemeente in het Franse departement Lot-et-Garonne (regio Nouvelle-Aquitaine) en telt 576 inwoners (1999). De plaats maakt deel uit van het arrondissement Marmande.

## Geografie
De oppervlakte van Saint-Pardoux-du-Breuil bedraagt 7,3 km², de bevolkingsdichtheid is 78,9 inwoners per km².
De onderstaande kaart toont de ligging van Saint-Pardoux-du-Breuil met de belangrijkste infrastructuur en aangrenzende gemeenten.

## Demografie
Onderstaande figuur toont het verloop van het inwonertal (bron: INSEE-tellingen).